# Dębno (gmina, Poméranie-Occidentale)
Dębno est une gmina mixte du powiat de Myślibórz, Poméranie-Occidentale, dans le nord-ouest de la Pologne. Son siège est la ville de Dębno, qui se situe environ 25 km au sud-ouest de Myślibórz et 77 km au sud de la capitale régionale Szczecin.
La gmina couvre une superficie de 318,78 km2 pour une population d'environ 20 879 habitants en 2016 .

## Géographie
Outre la ville de Dębno, la gmina inclut les villages de Barnówko, Bogusław, Borne, Borówno, Choszczówko, Cychry, Dargomyśl, Dolsk, Dyszno, Grzybno, Grzymiradz, Hajnówka, Juncewo, Klępin, Krężelin, Krześnica, Łazy, Młyniska, Mostno, Oborzany, Ostrowiec, Piołunek, Przylaszczka, Radzicz, Różańsko, Sarbinowo, Smolnica, Suchlica, Sulisław, Turze, Warnice et Więcław.
La gmina borde les gminy de Boleszkowice, Lubiszyn, Mieszkowice, Myślibórz et Trzcińsko-Zdrój.